# Страхова Ірина Борисівна
Ірина Борисівна Страхова (рос. Ирина Борисовна Страхова; нар. 4 березня 1959) — радянська та російська легкоатлетка, яка спеціалізувалася на спортивній ходьбі.
На внутрішніх змаганнях в СРСР представляла РРФСР та спортивне товариство «Динамо» (Новосибірськ).
По завершенні кар'єри здобула науковий ступінь кандидата соціологічних наук, працювала в Новосибірському державному університеті.

## Спортивні досягнення
Чемпіонка світу з шосейної спортивної ходьби на 10 кілометрів (1987).
Посіла 4-е місце у шосейній спортивній ходьбі на 10 кілометрів на наступному чемпіонаті світу (1991).
Переможниця Кубка світу з шосейної спортивної ходьби на 10 кілометрів в особистому (1991) та командному заліку (1987, 1991).
Срібна призерка Кубка світу з шосейної спортивної ходьби на 10 кілометрів у особистому заліку (1987).
Бронзова призерка зимових чемпіонатів СРСР з шосейної спортивної ходьби на 10 кілометрів (1987, 1991).

## Визнання
- Заслужений майстер спорту СРСР (1987)